# Комодор Амига 2500
Комодор Амига 2500 (AMIGA 2500) је професионални рачунар фирме Комодор (Commodore) који је почео да се производи у Сједињеним Америчким Државама током 1989. године.
Користио је 68000 + 68020, затим 68030 микропроцесорску јединицу а RAM меморија рачунара је имала капацитет од 3 MB до 9 MB. 
Као оперативни систем кориштен је AMIGA WorKBench 1.3, Kickstart 1.3.

## Детаљни подаци
Детаљнији подаци о рачунару AMIGA 2500 су дати у табели испод.
|                       | |
| [ 1 ]                 | |
| Произвођач            | Комодор                                                                                                  |
| Тип                   | професионални рачунар                                                                                    |
| Меморија              | 3 до 9 MB                                                                                                |
| Поријекло             | Сједињене Америчке Државе                                                                                |
| Година                | 1989 |
| Тастатура             | пуни помак тастера, 96 тастера са 10 функцијских тастера, нумеричка тастатура и тастери смјера           |
| Процесор              | 68000 + 68020, затим 68030                                                                               |
| Фреквенција процесора | 7,14 (68000), 14 (68020), 25 (68030)                                                                     |
| RAM                   | 3 до 9 MB                                                                                                |
| ROM                   | 256 (DOS 1.3)                                                                                            |
| Текст                 | 60 или 80 знакова x 32 линије                                                                            |
| Графика               | 320 x 256 / 320 x 512 / 640 x 256 / 640 x 512 тачака                                                     |
| Боја                  | 32 (за 320 x X модове), 16 (640 x X модови) између 4096 + 2 посебна мода EHB (64 боје) + HAM (4096 боја) |
| Звук                  | 4 глас 8-битни PCM                                                                                       |
| Димензије             | непознато                                                                                                |
| Портови               | |
| Оперативни систем     | |